# Habenaria intrudens
Habenaria intrudens är en orkidéart som beskrevs av Oakes Ames. Habenaria intrudens ingår i släktet Habenaria och familjen orkidéer. Inga underarter finns listade i Catalogue of Life.